# 세인트마크구 (도미니카 연방)

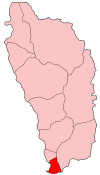
세인트마크구의 위치

세인트마크구(영어: Saint Mark Parish)는 도미니카 연방 남부에 위치한 구로 행정 중심지는 수프리에르이며 면적은 10.4km2, 인구는 1,834명(2011년 기준)이다. 북쪽으로는 세인트루크구, 동쪽으로는 세인트패트릭구와 접한다.